# Ludwik Napoleon de Talleyrand-Périgord

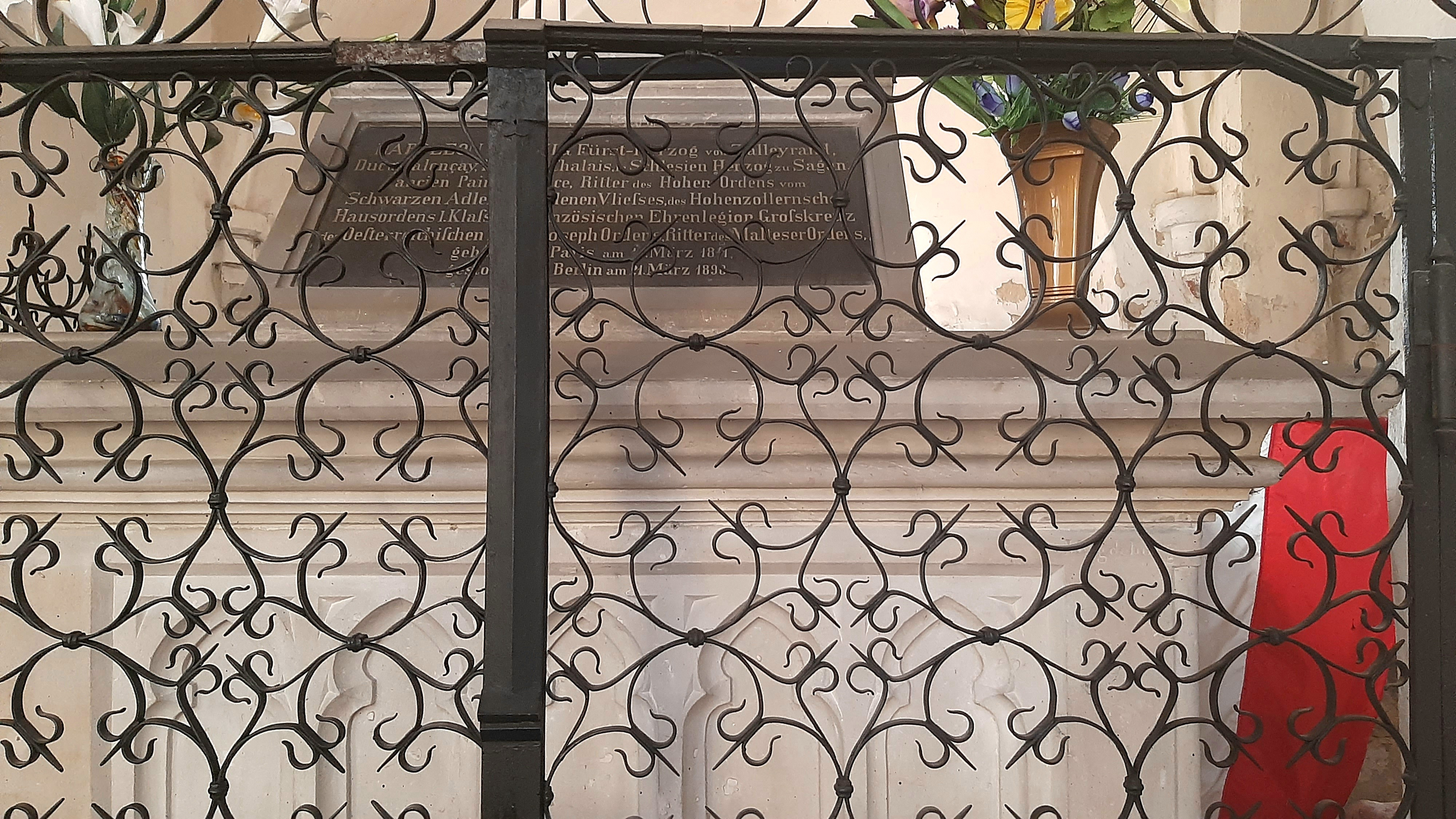
Grób księcia Napoleona Ludwika

Ludwik Napoleon de Talleyrand-Périgord (ur. 12 marca 1811 w Paryżu, zm. 21 marca 1898 w Berlinie) – książę żagański (1862–1898), książę de Valençay (1829–1898), książę de Talleyrand-Périgord, książę de Dino, książę de Chalais, francuski arystokrata, żołnierz i polityk.

## Życiorys

### Wczesne życie

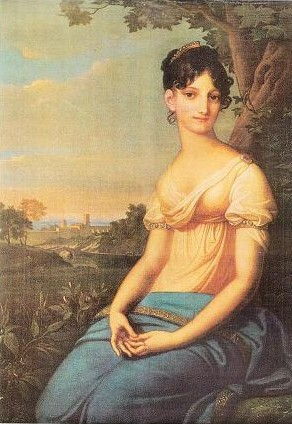
Dorota de Talleyrand-Périgord – matka Ludwika Napoleona

Urodził się w Paryżu 12 marca 1811 r. jako syn generała Edmonda de Talleyrand-Périgord (1787–1872), księcia Dino, a później księcia de Talleyrand-Périgord i Doroty de Talleyrand-Périgord (1793–1862), księżnej Żagania.
Jego młodszym bratem był Alexandre Edmond (1813–1894), 3. książę de Dino, markiz de Talleyrand, który poślubił Marie Valentine Josephine de Sainte-Aldegonde (1820–1891). Jego młodszą siostrą była Josephine Pauline de Talleyrand-Périgord (1820–1890), która poślubiła Henri de Castellane (1814–1847).
Jego rodzicami chrzestnymi była para cesarska Napoleon Bonaparte i jego druga żona Maria Luiza z Habsburgów. Książę Maurycy de Talleyrand w 1818 roku powierzył wychowanie pierwszego syna księżnej Doroty swemu sekretarzowi Amédée Thierry (1797–1873). Wraz z bratem Aleksandrem mieszkali w Paryżu w Dzielnicy Łacińskiej. Uczęszczali do Liceum im. Henryka IV, była to najlepsza publiczna szkoła średnia w Paryżu. W 1828 roku udał się w podróż do Włoch. Następnie wrócił do Paryża, gdyż minister Talleyrand zainicjował małżeństwo z księżną Anną Luizą Alix duc Montmorency. Ślub odbył się 26 lutego 1829 roku.

### Kariera

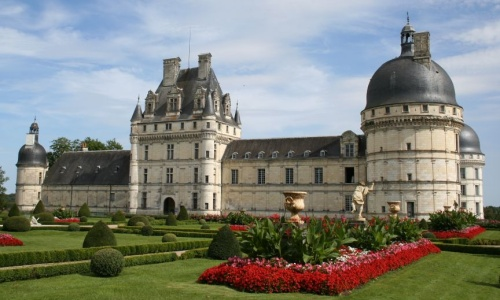
Zamek w Valençay

Napoleon w 1829 otrzymał od dziadka stryjecznego króla Francji Karola X posiadłość Valençay z zamkiem i tytuł książęcy Valençay. Otrzymał również stanowiska m.in. jako attaché w departamencie spraw zagranicznych. Napoleon również piastował dwukrotnie stanowisko burmistrza miasta Valençay.
W maju 1836 roku książę Napoleon udał się w kolejną podróż tym razem do krajów niemieckich, wówczas odwiedził w Berlinie członków pruskiej rodziny królewskiej, w tym następcę tronu Fryderyka Wilhelma IV. W obecności Aleksandra von Humboldta zwiedził berlińskie muzea i odwiedził królewskiego rzeźbiarza Christiana Daniela Raucha. W czerwcu odwiedził w Wiedniu swoją ciotkę księżną żagańską Wilhelminę.
W 1840 roku wraz z matką księżną Dorotą de Talleyrand-Pèrigord udał się w podróż na Śląsk. Celem podróży była sprawa księstwa żagańskiego. Po długotrwałych negocjacjach z siostrzeńcem księstwo żagańskie zostało przekazane za pośrednictwem sprzedaży. Ostatecznie sprawa została uregulowana w 1844 roku. Dnia 20 kwietnia 1844 roku odbyły się uroczystości przekazania Lenna Tronowego Księstwa Żagańskiego przez ówczesnego króla pruskiego Fryderyka Wilhelma IV w pałacu Sanssouci dla księżnej Doroty. Dodatkowo w dokumencie zawarto gwarancję dziedziczenia księstwa żagańskiego i tytułu przez najstarszego syna Napoleona Ludwika.
W 1858 roku umarła żona księcia Alix, która przekazała tytuł swojemu nieślubnemu synowi Wojciechowi.
Po długich namowach księżnej Doroty, 3 kwietnia 1861 roku w Paryżu Napoleon zawarł małżeństwo z Rachel Elżbietą de Castellane. Z tego małżeństwa (kilka dni po śmierci księżnej Doroty de Talleyrand-Pèrigord) na zamku Valençay przyszła na świat ich córka, Dorota hrabina de Talleyrand-Pèrigord „Dolly” (zm. 1948) – przyszła księżna Fürstenberga, która w przyszłości zakłada w Berlinie znany salon towarzyski działający do 1896 roku.
Podobnie jak jego ojciec, prowadził karierę wojskową. Po opuszczeniu wojska 19 kwietnia 1845 został powołany do Izby Parów, gdzie głosował wraz ze zwolennikami rządu Ludwika Filipa.
Został kawalerem Orderu Złotego Runa w 1838 r., a 30 czerwca 1867 r. oficerem Legii Honorowej jako członek jury Wystawy Powszechnej. Został kawalerem pruskiego Orderu Czarnego Orła w dniu 12 marca 1891 r.

### Książę Żagania
W 1862 po śmierci matki Doroty de Talleyrand-Périgord Ludwik został księciem żagańskim.
Książę Napoleon z rodziną dzielił swoje życie między Valençay, Berlinem a Żaganiem. W stolicy księstwa żagańskiego wspierał lokalne inicjatywy, które zapoczątkowała matka, Dorota. Jak też wspierał władzę miasta. Podejmował działania upiększające park książęcy, który zaliczał się wówczas do jednych z najlepszych w Niemczech porównywany był z parkiem Sanssouc. Książę zaprojektował na nowo Ogród Holenderski przy oranżerii, który nazywany był odtąd Ogrodem Ludwika. Przed fasadą oranżerii ustawiono na postumentach kopię posągu Merkurego autorstwa Giovanniego da Bolonga oraz kopię Hebe Antonia Canowvy. W parku usytuowano też inne wolnostojące rzeźby; na Wyspie Marii, posąg Diany Gabijskiej, zaś przy moście Elżbiety posąg Wenus. W 1874 r. przed fasadą pałacu książę polecił ustawić dwie kopie posągów rzymskiej bogini zwycięstwa Wiktorii, wykonanych przez Christiana Daniela Raucha dla parku pałacowego w Charlottenburgu. Z inicjatywy księcia park wzbogacono o urządzenia wodne, takie jak fontanna przed wjazdem do pałacu od strony południowej (1865), fontanna Neptuna (1874) oraz Żabia fontanna, naprzeciw oranżerii. Od roku 1866 na polecenie księcia żagańskiego w niedziele, święta oraz każdy wtorek i czwartek w parku urządzano pokazy sztuk wodnych dla publiczności. W celu zasilania w wodę licznych nowo powstających urządzeń wodnych zbudowano nowoczesną instalację wodociągową wg projektu i pod nadzorem królewskiego nadwornego radcy budowlanego w Poczdamie Moritza Gottgetreu, znanego w Królestwie Prus specjalisty od fontann. Również z inicjatywy księcia przebudowano w stylu mauretańskim Domek Wędkarski nad stawem karpiowym, wzniesiony przez księżną Dorotę w 1853 r. Decyzją księcia Ludwika park udostępniony został mieszkańcom, pod koniec jego życia udostępniono również zwiedzającym część pomieszczeń pałacu. Na jego cześć nazwano wyspę w parku książęcym – Kępa Ludwika.
Za jego panowania w 1863 r. oddano do eksploatacji gazownię miejską. W latach 1868–69 przebudowano wieżę ratuszową w stylu neorenesansowym według projektu Lehoffera. W 1871 r. zbudowano linię kolejową łączącą Żagań z Żarami, a w 1875 r. linię Żagań – Legnica. W tym samym roku na cześć księcia nazwano Nowy Rynek wybudowany w 1280 r. a wybrukowany w 1725 r. W 1879 r. oddano do użytku budynek seminarium nauczycielskiego (obecnie Szkoła Podstawowa nr. 2). W 1884 r. zbudowano pocztę przy Placu Wolności. W latach 1884–86 trwały pracę nad budową koszar artyleryjskich przy ulicy Dworcowej, a w latach 1892-93 wodociągów miejskich.
Książę 9 marca 1895 roku stracił drugą żonę, która zmarła w Berlinie w wyniku powikłań grypy. Uroczystości żałobne odbyły się w kościele katolickim pw. Św. Jadwigi Śląskiej w Berlinie. 12 marca w Żaganiu odbyły się kolejne uroczystości pogrzebowe. Ostatecznie księżna Rachel została pochowana w kaplicy grobowej na cmentarzu katolickim „na górce”, obiekt istnieje do dziś.

## Śmierć

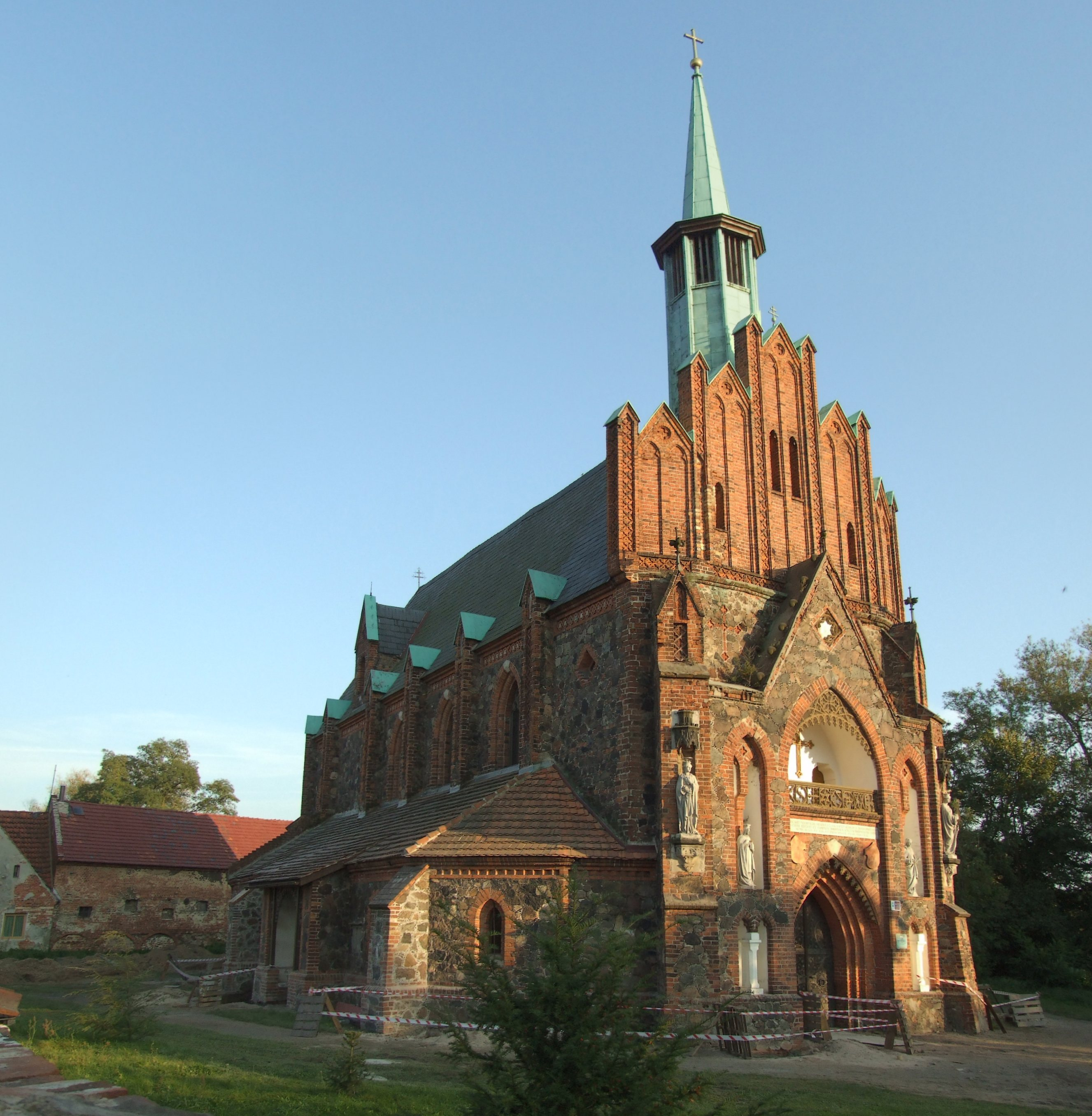
kościół pw. Św. Krzyża w Żaganiu – miejsce spoczynku Ludwika Napoleona

Książę żagański Napoleon Ludwik zmarł 21 marca 1898 roku, o godzinie 5.00 w swoim apartamencie w Berlinie. Dzień wcześniej książę był obecny na spektaklu w operze, skąd o 22.30 powrócił do swojego apartamentu. 24 marca odprawiono uroczystości żałobne w kościele pw. św. Jadwigi Śląskiej, następnie trumnę z ciałem Napoleona przywieziono koleją żelazną do Żagania. Pogrzeb księcia odbył się 25 marca, został pochowany w kaplicy bocznej w Mauzoleum Książąt Żagańskich – kościół pw. Św. Krzyża. Jego sarkofag znajduje się tam do dziś.

## Życie prywatne
Talleyrand poślubił najpierw, w Paryżu, 26 lutego 1829, Anne Luizę Alix duc Montmorency (1810/3-1858), z którą miał dwóch synów i dwie córki.
- Caroline Valentine de Talleyrand-Périgord (1830-1913), która poślubiła wicehrabiego Charlesa Henri d'Etchegoyen (1818-1885) w 1852 roku.

- Boson I de Talleyrand-Périgord, późniejszy książę żagański, 4. książę de Talleyrand-Périgord (1832-1910)[8], który poślubił Jeanne Seillière (1839-1905), dziedziczkę barona de Seilliere, dostawcy zaopatrzenia wojskowego, który wzbogacił się podczas wojny francusko-pruskiej[9].

- Marie Pauline Yolande de Talleyrand-Périgord (1833- ?)

- Nicolas Raoul Adalbert de Talleyrand-Périgord (1837-1915), książę Montmorency, który w 1866 r. poślubił Idę Marie Carmen Aguado y Mac Donnel (1847-1880).

Następnie ożenił się 4 kwietnia 1861 r. z Rachel Elżbietą Pauliną de Castellane (1823-1895), córką Bonifacego, marszałka de Castellane, ówczesnej hrabiny Hatzfeldt (wdowy po Maksymilianie von Hatzfeldt), z którą miał trzecią córkę:
- Marie Dorothée Louise Valençay de Talleyrand-Périgord (1862-1948), która poślubiła Karola Egona IV, księcia Furstenberg (1852-1896) w 1881 roku. Później poślubiła Jeana de Castellane (1868-1965), również z rodu Castellane, w 1898 roku.